# Diaphorus longiseta
Diaphorus longiseta är en tvåvingeart som beskrevs av Wang 2006. Diaphorus longiseta ingår i släktet Diaphorus och familjen styltflugor. Inga underarter finns listade i Catalogue of Life.